# Парламентские выборы на Фолклендских Островах (2017)
Парламентские выборы на Фолклендских Островах прошли 9 ноября 2017 года. На них было избрано 8 членов Законодательной ассамблеи. Выборы стали третьими после принятия Конституции. Явка составила 80% в округе Кемп и 86% — в Стэнли.

## Избирательная система
В Законодательную ассамблею Фолклендских Островов избираются 8 членов собрания от двух округов: 5 —  от округа Стэнли и 3 — от округа Кемп. Выборы проходят на основе всеобщего избирательного права в 2 многомандатных округах, избираются кандидаты, получившие больше голосов избирателей. Срок работы Законодательной ассамблеи — 4 года. Исполнительный директор ответственен за проведение выборов.

## Результаты
Все кандидаты были беспартийными, т.к. на Фолклендах нет политических партий. Четыре депутата не выдвигали свои кандидатуры для переизбрания. В результате выборов лишь три депутата Законодательной ассамблеи предыдущего созыва были переизбраны.